# La Grande Danse Macabre
La Grande Danse Macabre este al VII-lea album de studio al trupei suedeze de black metal Marduk. Albumul a fost lansat în anul 2001 de Regain Records.

## Tracklist
1. "Ars Moriendi" – 1:51
2. "Azrael" – 3:06
3. "Pompa Funebris 1600" – 2:36
4. "Obedience unto Death" – 3:16
5. "Bonds of Unholy Matrimony" – 7:03
6. "La Grande Danse Macabre" – 8:11
7. "Death Sex Ejaculation" – 5:11
8. "Funeral Bitch" – 4:58
9. "Summer End" – 4:41
10. "Jesus Christ... Sodomized" – 4:33

## Componență
- Erik "Legion" Hagstedt - voce
- Morgan Steinmeyer Håkansson - chitară
- Bogge "B. War" Svensson - bas
- Fredrik Andersson - baterie